# Nufenen
Nufenen foi uma comuna da Suíça, no Cantão Grisões, com cerca de 151 habitantes. Estendia-se por uma área de 28,07 km², de densidade populacional de 5 hab/km². Confinava com as seguintes comunas: Hinterrhein, Medels im Rheinwald, Mesocco, Safien, Splügen, Vals.
A língua oficial nesta comuna era o Alemão.

## História
Em 1 de janeiro de 2019, passou a formar parte da nova comuna de Rheinwald.